# اپیگنانو
اپیگنانو (به ایتالیایی: Appignano) یک منطقهٔ مسکونی در ایتالیا است که در استان تیرامو واقع شده‌است.